# Vadim Yevtushenko
Vadim Anatolyevich Yevtushenko ou Vadym Anatoliyovych Yevtushenko - respectivamente, em russo, Вадим Анатольевич Евтушенко, e, em ucraniano, Вадим Анатолійович Євтушенко (Dnipropetrovs'k, 1 de Janeiro de 1958) é um ex-futebolista ucraniano que passou a maior parte da carreira no Dínamo de Kiev.

## Carreira
Vadim Anatolyevich Yevtushenko fez parte do elenco da Seleção Soviética de Futebol, da Copa de 1982 e 1986.